# Не дишай
„Не дишай“ (на английски: Don't Breathe) е американски филм на ужасите на режисьора Феде Алварес. Главните роли се изпълняват от Джейн Леви, Дилън Минет, Даниъл Зовато и Стивън Ланг. Сюжетът се фокусира върху трима приятели, които попадат в капан, докато се опитват да оберат къщата на един слепец.

## Продукция
Снимките на филма започват на 29 юни 2015 г. Въпреки че действието му се развива в Детройт, той е заснет предимно в Унгария, а само няколко изгледа на Детройт са снимани там.